# Andrea Agnelli
Andrea Agnelli (phát âm tiếng Ý: [anˈdrɛːa aɲˈɲɛlli]; sinh ngày 6 tháng 12 năm 1975, tại Turin) là một doanh nhân người Ý và là cựu chủ tịch câu lạc bộ Juventus F.C. Kể từ năm 2012, ông cũng là Ủy viên điều hành và Chủ tịch của Hiệp hội các Câu lạc bộ Châu Âu, và cũng được bổ nhiệm vào UEFA Executive Committee từ năm 2015. Ông là thành viên của nhà công nghiệp Gia đình Agnelli. Ông cũng là thành viên hội đồng quản trị của Stellantis và Exor.